# Liste der Botschafter der Vereinigten Staaten in Malawi

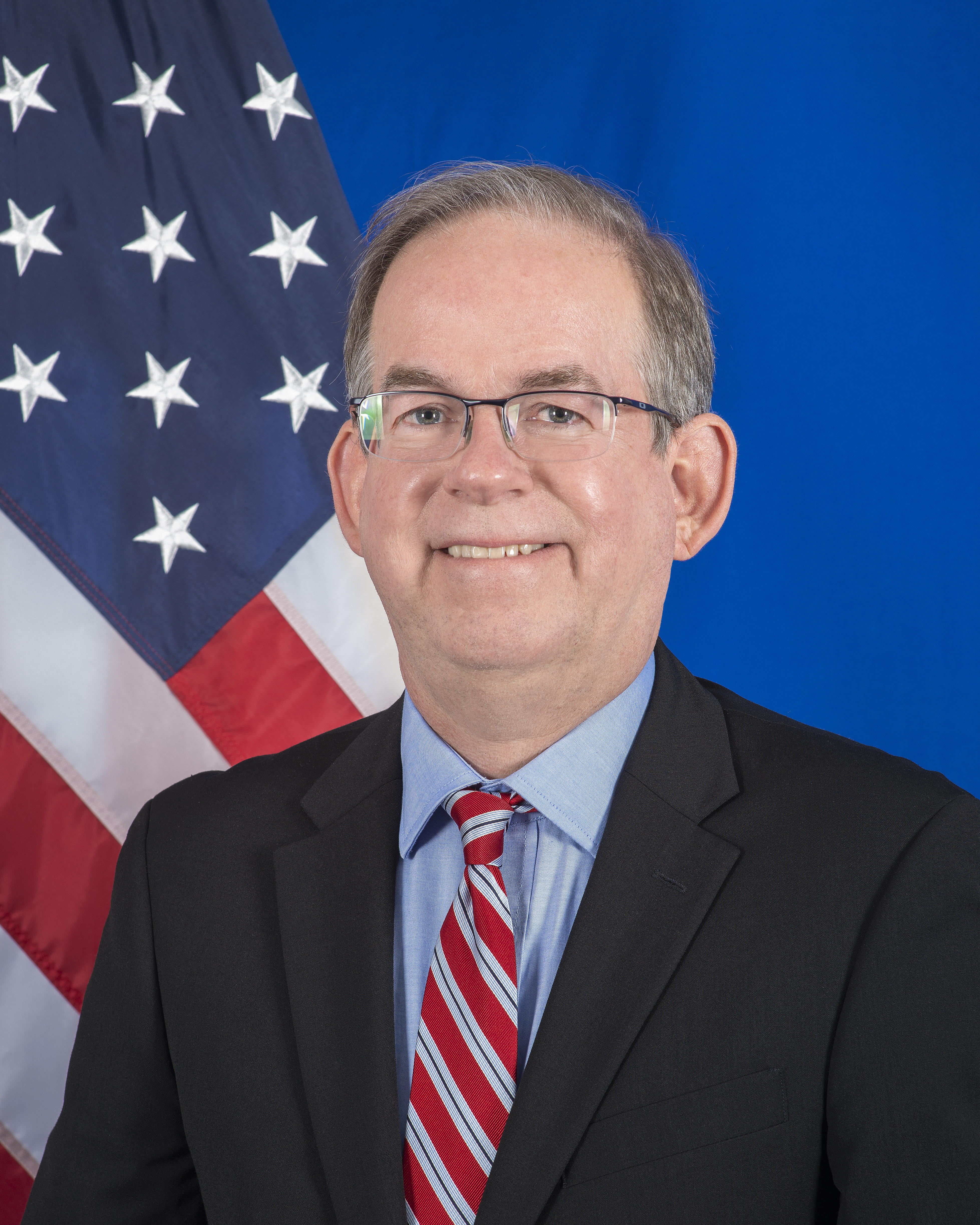
David Young, derzeitiger Botschafter in Malawi

Der Botschafter der Vereinigten Staaten von Amerika in Malawi ist der Botschafter der Vereinigten Staaten von Amerika in Malawi.

## Botschafter
| Amtszeit  | Name                       | Bemerkung                    |
| --------- | -------------------------- | ---------------------------- |
| 1964–     | Edward Warren Holmes       | Chargé d’Affaires ad interim |
| 1964–1965 | Samuel Patrick Gilstrap    |                              |
| 1966–1970 | Marshall Paul Jones        |                              |
| 1970–1974 | William Carter Burdett Jr. |                              |
| 1974–1978 | Robert Ayer Stevenson      |                              |
| 1979–1980 | Harold Eugene Horan        |                              |
| 1980–1981 | Robert Morgan Maxim        | Chargé d’Affaires ad interim |
| 1981–1984 | John Andrew Burroughs Jr.  |                              |
| 1984–1986 | Weston Adams               |                              |
| 1986–1988 | Dennis Coleman Jett        | Chargé d’Affaires ad interim |
| 1988–1991 | George Arthur Trail III    |                              |
| 1991–1994 | Michael T. F. Pistor       |                              |
| 1994–1997 | Peter R. Chaveas           |                              |
| 1998–2000 | Amelia Ellen Shippy        |                              |
| 2000–2003 | Roger A. Meece             |                              |
| 2003–2004 | Steven A. Browning         |                              |
| 2005–2008 | Alan Walter Eastham Jr.    |                              |
| 2008–2010 | Peter William Bodde        |                              |
| 2011–2014 | Jeanine Elizabeth Jackson  |                              |
| 2015–2019 | Virginia E. Palmer         |                              |
| 2019–2021 | Robert K. Scott            |                              |
| 2022–     | David Young                |                              |